# Lista de lagoas de Minas Gerais

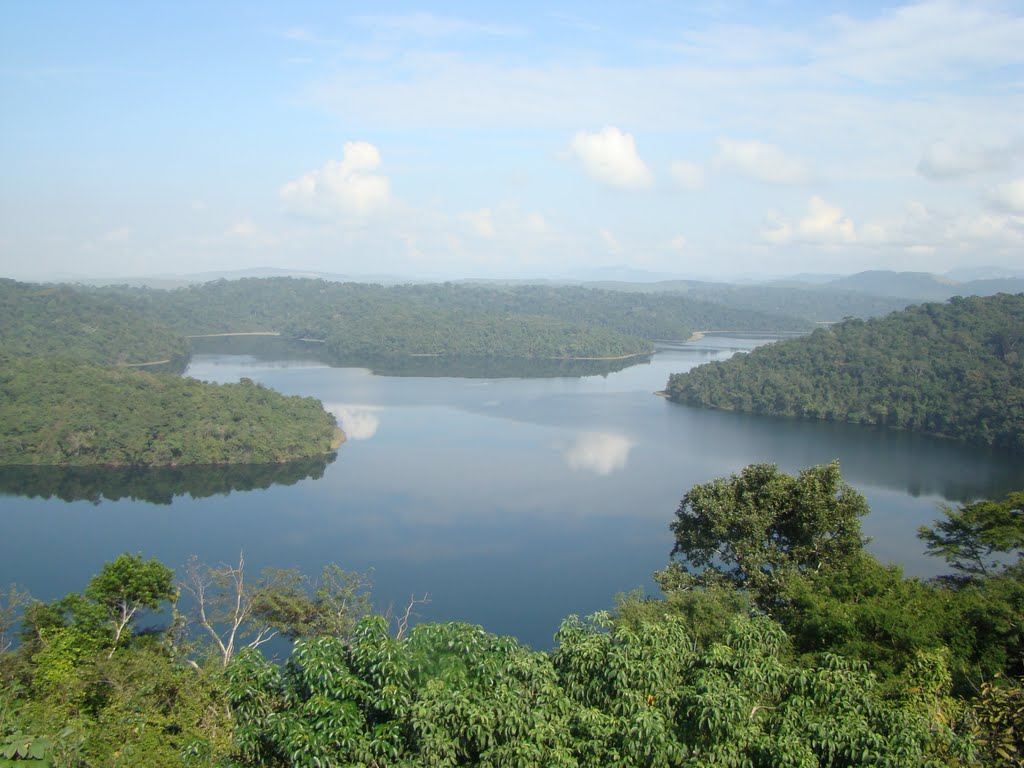
A Lagoa Dom Helvécio, no Parque Estadual do Rio Doce, leste mineiro, é uma das lagoas mais profundas do Brasil.

Esta é uma lista de lagoas de Minas Gerais, separadas por municípios.

## Belo Horizonte

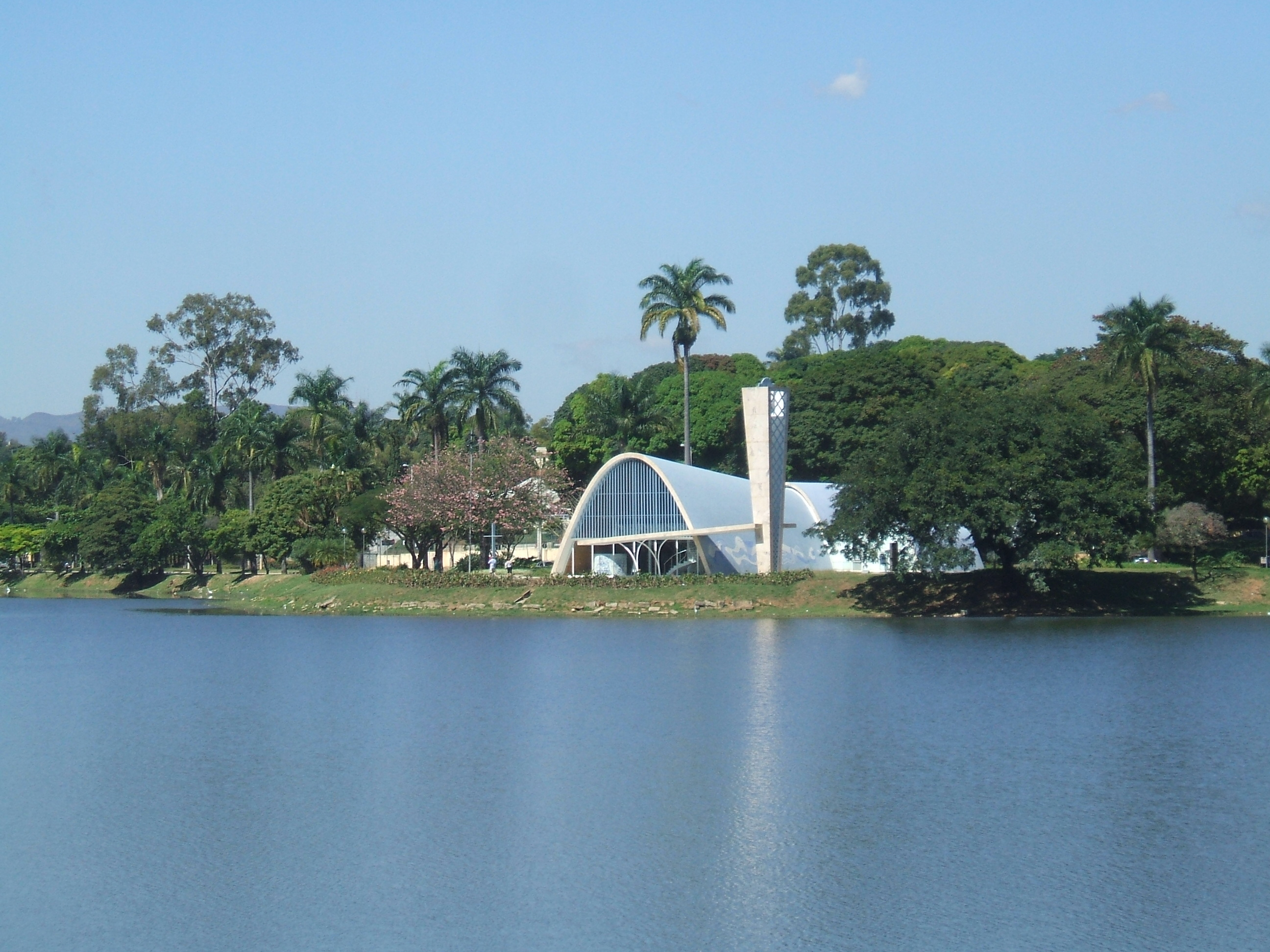
Igreja de São Francisco de Assis às margens da Lagoa da Pampulha, em Belo Horizonte.

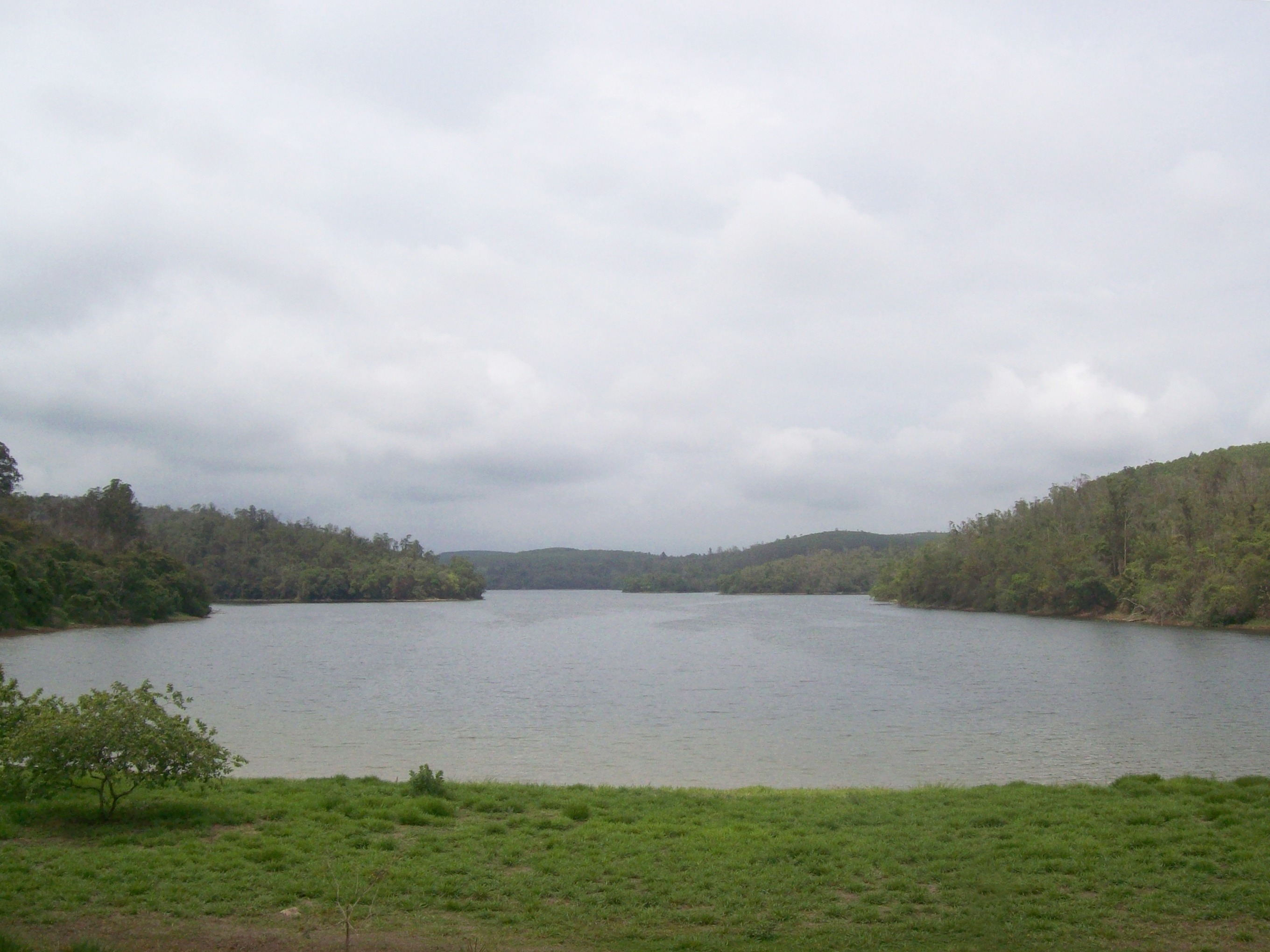
Lagoa do Piau, em Caratinga.

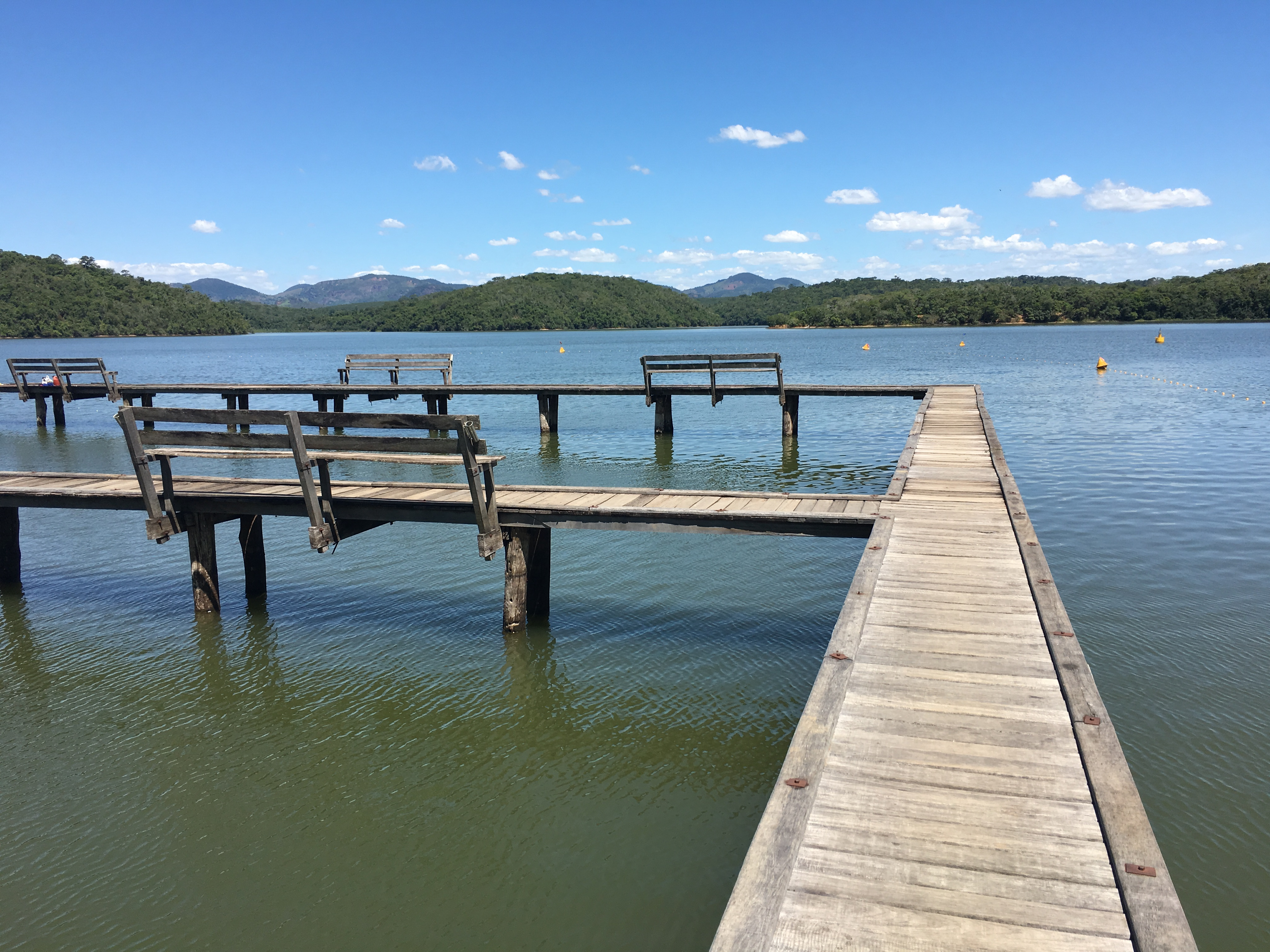
Lagoa Silvana, em Caratinga.

- Lagoa da Pampulha[2]
- Lagoa do Nado[3]
- Lagoa de Santa Lúcia[4]
- Lagoa dos Barcos[5]
- Lagoa do Quiosque[5]
- Lagoa dos Marrecos[5]

## Betim
- Várzea das Flores (A lagoa também abrange o município de Contagem.)

## Bom Jesus do Galho
- Lagoa Bonita

## Caratinga
- Lagoa do Piau
- Lagoa Silvana

## Conceição das Alagoas
- Lagoa da Cerca[6]
- Lagoa Feia[6]
- Lagoa Retiro[6]
- Lagoa Santo Inácio[6]
- Lagoa sem Noite[6]

## Confins
- Lagoa Vargem Bonita
- Lagoa de Cima

## Esmeraldas
- Lagoa dos Tucunarés
- Lagoa do Doutor Edésio

## Governador Valadares
- Lagoa Palmital[7]

## Guanhães
- Lagoa Grande (Guanhães)[8]

## Ibirité
- Lagoa da Petrobras (A lagoa também abrange Betim e Sarzedo)

## Iguatama
- Lagoa das Piranhas[9]

## Lagoa da Prata
- Lagoa da Donana[9]
- Lagoa da Prata[9]

## Lagoa Formosa
- Lagoa Formosa[10]

## Lagoa Santa
- Lagoa Santa
- Lagoa Olhos d’Água
- Lagoa do Sumidouro (A lagoa também abrange Pedro Leopoldo.)

## Lambari
- Lago Lambari[11]

## Marliéria
- Lagoa Dom Helvécio (também conhecida como Lagoa do Bispo)

## Matozinhos
- Mocambeiro[12]
- Lagoa Grande
- Lagoa Pequena
- Lagoa dos Porcos

## Nova Era

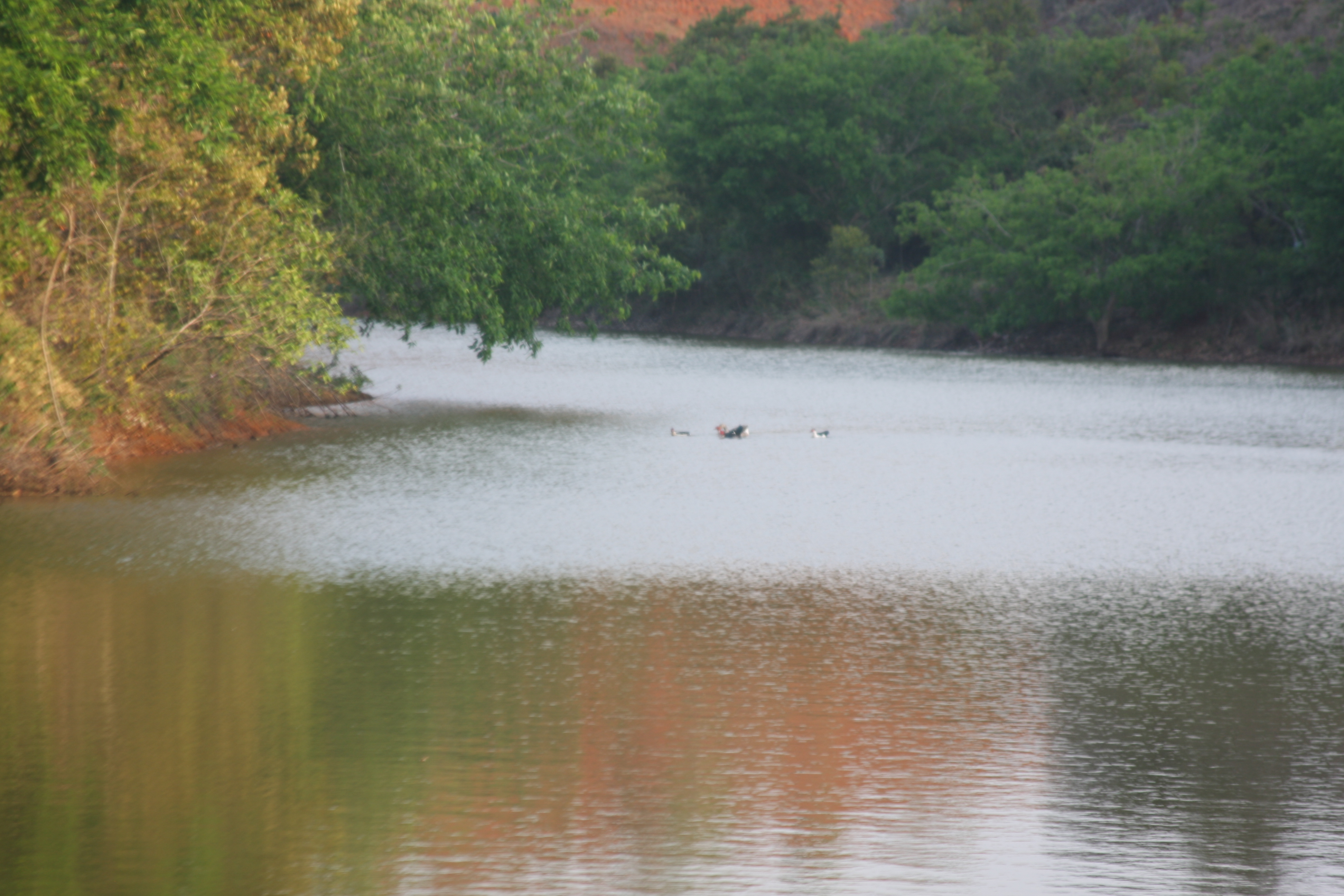
Lagoa São José, em Nova Era.

- Lagoa São José

## Nova Lima
- Lagoa da mina de Águas Claras
- Lagoa do Miguelão (Represa Capitão da Mata)
- Lagoa dos Ingleses
- Lagoa das Mineradoras
- Lagoa Água Limpa (A lagoa também abrange Itabirito.)

## Patos de Minas
- Lagoinha
- Lagoa Grande
- Lagoa Vargem Fria

## Patrocínio
- Lagoa do Chapadão

## Pedro Leopoldo
- Lagoa Santo Antônio[12]

## Prudente de Morais
- Lagoa do Cercado[12]
- Lagoa do Sangradouro[12]

## São Lourenço
- Lago de São Lourenço[13]

## Sete Lagoas

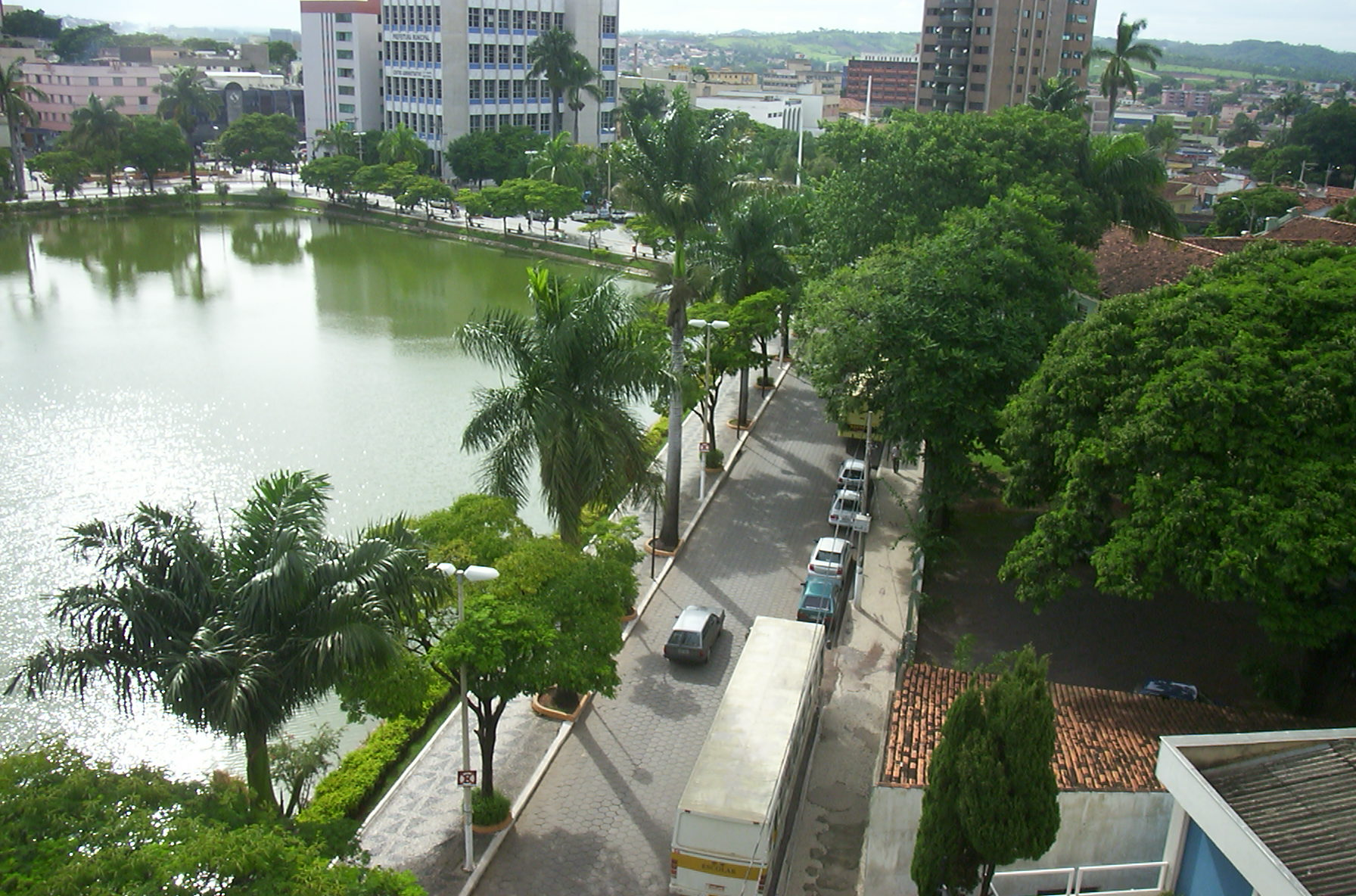
Lagoa Paulino, em Sete Lagoas.

- Lagoa Grande (Sete Lagoas)[12]
- Lagoa José Félix[12]
- Lagoa Paulino[12]
- Lagoa Boa Vista[12]
- Lagoa Catarina[12]
- Lagoa do Brejão[12]
- Lagoa do Matadouro[12]
- Lagoa Capivara[12]
- Lagoa Cascata[12]
- Lagoa Capão do Poço[12]
- Lagoa das Piranhas[12]
- Lagoa do Remédio[12]
- Lagoa dos Porcos[12]
- Lagoa dos Patos[12]